# Тхуламела (местный муниципалитет)
Тхуламела (Thulamela) — местный муниципалитет в районе Вхембе провинции Лимпопо (ЮАР). Административный центр — город Тхохояндоу.

## География
Тхуламела находится на северо-востоке Южно-Африканской республики, в районе Вхембе. Площадь муниципалитета составляет 5 835 км2.

## Население
В 2011 году население Тхуламелы составило 618 462 человека, а в 2016 году — 602 819 человек.